# 411 Dywizja Strzelecka (ZSRR)
411 Dywizja Strzelecka (ros. 411-я стрелковая дивизия) – związek taktyczny (dywizja) Armii Czerwionej.
Sformowana w czasie II wojny światowej w Charkowie, broniła przed niemieckim najeźdźcą Ukrainy i Donbasu. W maju 1942 poniosła ciężkie straty, następnie rozwiązana.